# Arabella's Ankle
Arabella's Ankle è un cortometraggio muto del 1912 prodotto dalla Nestor. Il nome del regista non viene riportato nei credit.

## Produzione
Il film fu prodotto dalla Nestor Film Company.

## Distribuzione
Distribuito dall'Universal Film Manufacturing Company, il film - un cortometraggio di una bobina - uscì nelle sale cinematografiche USA il 30 dicembre 1912.